# Ligue des champions de l'UEFA 2005-2006
 (décembre 2023).
Si vous disposez d'ouvrages ou d'articles de référence ou si vous connaissez des sites web de qualité traitant du thème abordé ici, merci de compléter l'article en donnant les références utiles à sa vérifiabilité et en les liant à la section « Notes et références ».
Navigation
Édition précédente Édition suivante
La Ligue des champions 2005-2006 est la 51e édition de la compétition. Elle a vu s'affronter 74 équipes de 50 associations de football.
La compétition a débuté le 12 juillet 2005 par le premier tour préliminaire et s'est terminée le 17 mai 2006 par la finale au Stade de France à Saint-Denis entre le FC Barcelone et Arsenal. Le FC Barcelone l'a emporté 2 buts à 1. Ce fut le deuxième sacre des Blaugrana dans cette compétition.
Pour cette saison un problème s'est posé. En effet le Liverpool FC, vainqueur de la compétition en 2005, termina cinquième de son championnat, première place qualificative pour la Coupe UEFA, mais pas pour la Ligue des champions. La Fédération anglaise de football aurait alors dû envoyer le quatrième du championnat, l'Everton Football Club, en Coupe UEFA. Elle décida cependant de ne pas le faire et envoya les deux clubs en Ligue des champions. Cela entraîna l'UEFA à modifier le règlement pour autoriser Liverpool à prendre part au premier tour préliminaire de la compétition, sous réserve que le club ne soit pas considéré comme anglais lors des tirages au sort.
Cette compétition voit l'élimination contre toute attente de deux favoris dès la phase de poules, à savoir Manchester United et le FC Porto. Elle voit également la présence inattendue en demi-finale du club espagnol Villarreal CF pour sa première participation. L'Olympique lyonnais chute quant à lui une nouvelle fois lors des quarts de finale de la compétition, contre le Milan AC.

## Participants
|     | Espagne      | Italie      | Angleterre |
| --- | ------------ | ----------- | ---------- |
| 1er | FC Barcelone | Juventus FC | Chelsea    |
| 2e  | Real Madrid  | Milan AC    | Arsenal    |

|     | Allemagne     | France             | Portugal         |
| --- | ------------- | ------------------ | ---------------- |
| 1er | Bayern Munich | Olympique lyonnais | Benfica Lisbonne |
| 2e  | Schalke 04    | LOSC Lille         | FC Porto         |

|     | Pays-Bas      | Grèce      | République tchèque | Turquie    |
| --- | ------------- | ---------- | ------------------ | ---------- |
| 1er | PSV Eindhoven | Olympiakos | Sparta Prague      | Fenerbahçe |

| Troisième tour de qualification | Troisième tour de qualification |
| --- | --- |
| - Champion - Écosse : Glasgow Rangers - Belgique : Club Bruges - Suisse : FC Bâle - Ukraine : Chakhtar Donetsk - Norvège : Rosenborg - Pologne : Wisła Cracovie - Deuxième - Grèce : Panathinaïkos - Pays-Bas : Ajax Amsterdam - République tchèque : Slavia Prague | - Troisième - Espagne : Villarreal CF - Italie : Inter Milan - Angleterre : Manchester United - Allemagne : Werder Brême - France : AS Monaco - Portugal : Sporting Portugal - Quatrième - Italie : Udinese Calcio - Espagne : Betis Séville - Angleterre : Everton                                                                                          |
| Deuxième tour de qualification | |
| - Champion - Israël : Maccabi Haïfa - Autriche : Rapid Vienne - Serbie-et-Monténégro : Partizan Belgrade - Bulgarie : CSKA Sofia - Russie : Lokomotiv Moscou - Danemark : Brondby IF - Croatie : Hajduk Split - Suède : Malmö FF - Hongrie : Debrecen VSC - Roumanie : Steaua Bucarest                                                                                      | - Deuxième - Turquie : Trabzonspor - Belgique : RSC Anderlecht - Écosse : Celtic Glasgow - Suisse : FC Thun - Ukraine : Dynamo Kiev - Norvège : Valerenga IF |
| Premier tour de qualification | |
| - Angleterre : Liverpool FC (Tenant du titre) - Slovaquie : Artmedia Bratislava - Slovénie : ND Gorica - Chypre : Anorthosis Famagouste - Moldavie : Sheriff Tiraspol - Lettonie : Skonto Riga - Finlande : FC Haka - Bosnie-Herzégovine : Zrinjski Mostar - Géorgie : Dinamo Tbilissi - Macédoine : Rabotnički Skopje - Lituanie : FBK Kaunas - Biélorussie : Dinamo Minsk | - Islande : FH Hafnarfjörður - Malte : Sliema Wanderers - Irlande : Shelbourne FC - Arménie : Pyunik Erevan - Pays de Galles : Total Network Solutions - Albanie : KF Tirana - Irlande du Nord : Glentoran FC - Estonie : Levadia Tallinn - Luxembourg : F91 Dudelange - Azerbaïdjan : Neftchi Bakou - Îles Féroé : HB Tórshavn - Kazakhstan : Kaïrat Almaty |

## Phase préliminaire

### Premier tour de qualification
Le Liverpool FC, tenant du titre mais qui n'a pu se qualifier par le biais de son championnat, ainsi que les champions des 23 fédérations classées entre le 27e et le 50e rang du classement UEFA (le Liechtenstein, 43e, n'ayant pas de championnat national) jouent en matchs aller-retour. Les 12 vainqueurs sont qualifiés pour le deuxième tour.
| Équipe 1                  | Score | Équipe 2              | Aller 12 juillet 2005 | Retour 20 juillet 2005 |
| ------------------------- | ----- | --------------------- | --------------------- | ---------------------- |
| Levadia Tallinn           | 1 - 2 | Dinamo Tbilissi       | 1 - 0                 | 0 - 2                  |
| FC Kairat Almaty          | 3 - 4 | Artmedia Bratislava   | 2 - 0                 | 1 - 4                  |
| FK Neftchi Bakou          | 4 - 1 | FH Hafnarfjörður      | 2 - 0                 | 2 - 1                  |
| Rabotnički Kometal Skopje | 6 - 1 | Skonto Riga           | 6 - 0                 | 0 - 1                  |
| Dynamo Minsk              | 1 - 2 | Anorthosis Famagouste | 1 - 1                 | 0 - 1                  |
| Sliema Wanderers FC       | 1 - 6 | FC Sheriff Tiraspol   | 1 - 4                 | 0 - 2                  |
| HB Tórshavn               | 2 - 8 | FBK Kaunas            | 2 - 4                 | 0 - 4                  |
| Liverpool                 | 6 - 0 | TNS Llansantffraid    | 3 - 0                 | 3 - 0                  |
| FC Haka Valkeakoski       | 3 - 2 | Pyunik Erevan         | 1 - 0                 | 2 - 2                  |
| ND Gorica                 | 2 - 3 | KF Tirana             | 2 - 0                 | 0 - 3                  |
| Glentoran FC              | 2 - 6 | Shelbourne FC         | 1 - 2                 | 1 - 4                  |
| F91 Dudelange             | 4 - 1 | HSK Zrinjski Mostar   | 0 - 1                 | 4 - 0                  |

### Deuxième tour de qualification
Les 12 vainqueurs du tour précédent, les champions des 10 fédérations classées entre le 17e et le 26e rang du classement UEFA ainsi que les vice-champions des 6 fédérations classées entre le 10e et le 15e rang jouent en matchs aller-retour. Les 14 vainqueurs sont qualifiés pour le troisième tour.
| Équipe 1                  | Score | Équipe 2            | Aller 26 juillet 2005 | Retour 3 août 2005 |
| ------------------------- | ----- | ------------------- | --------------------- | ------------------ |
| FBK Kaunas                | 1 - 5 | Liverpool           | 1 - 3                 | 0 - 2              |
| Dinamo Tbilissi           | 1 - 5 | Brøndby IF          | 0 - 2                 | 1 - 3              |
| RSC Anderlecht            | 5 - 1 | FK Neftchi Bakou    | 5 - 0                 | 0 - 1              |
| Vålerenga IF              | 5 - 1 | FC Haka Valkeakoski | 1 - 0                 | 4 - 1              |
| Dynamo Kiev               | 2 - 3 | FC Thoune           | 2 - 2                 | 0 - 1              |
| Anorthosis Famagouste     | 3 - 2 | Trabzonspor         | 3 - 1                 | 0 - 1              |
| Artmedia Bratislava       | 5 - 4 | Celtic Glasgow      | 5 - 0                 | 0 - 4              |
| KF Tirana                 | 0 - 4 | FK CSKA Sofia       | 0 - 2                 | 0 - 2              |
| Malmö FF                  | 5 - 4 | Maccabi Haïfa       | 3 - 2                 | 2 - 2              |
| Shelbourne FC             | 1 - 4 | Steaua Bucarest     | 0 - 0                 | 1 - 4              |
| Rabotnički Kometal Skopje | 1 - 3 | MFK Lokomotiv       | 1 - 1                 | 0 - 2              |
| F91 Dudelange             | 3 - 9 | Rapid Vienne        | 1 - 6                 | 2 - 3              |
| Partizan Belgrade         | 2 - 0 | FC Sheriff Tiraspol | 1 - 0                 | 1 - 0              |
| Debrecen VSC              | 8 - 0 | Hajduk Split        | 3 - 0                 | 5 - 0              |

### Troisième tour de qualification
Les 14 vainqueurs du tour précédent, les champions des 6 fédérations classées entre le 11e et le 16e rang du classement UEFA, les vice-champions des 3 fédérations classées entre le 7e et le 9e rang, les troisièmes des 6 fédérations classées entre le 1er et le 6e rang ainsi que les quatrièmes des 3 fédérations classées entre le 1er et le 3e rang jouent en matchs aller-retour. Les 16 vainqueurs sont qualifiés pour la phase de groupes alors que les 16 perdants s'en vont disputer le premier tour de la Coupe UEFA.
| Équipe 1              | Score | Équipe 2          | Aller 9 août 2005 | Retour 24 août 2005 | Tirs au but |
| --------------------- | ----- | ----------------- | ----------------- | ------------------- | ----------- |
| Wisła Cracovie        | 4 - 5 | Panathinaïkos     | 3 - 1             | 1 - 4               |             |
| Betis Séville         | 3 - 2 | AS Monaco         | 1 - 0             | 2 - 2               |             |
| Vålerenga IF          | 1 - 1 | FC Bruges         | 1 - 0             | 0 - 1 ap            | 3 - 4       |
| Manchester United     | 6 - 0 | Debrecen VSC      | 3 - 0             | 3 - 0               |             |
| Everton               | 2 - 4 | Villarreal CF     | 1 - 2             | 1 - 2               |             |
| Anorthosis Famagouste | 1 - 4 | Glasgow Rangers   | 1 - 2             | 0 - 2               |             |
| Steaua Bucarest       | 3 - 4 | Rosenborg BK      | 1 - 1             | 2 - 3               |             |
| Rapid Vienne          | 2 - 1 | MFK Lokomotiv     | 1 - 1             | 1 - 0               |             |
| Artmedia Bratislava   | 0 - 0 | Partizan Belgrade | 0 - 0             | 0 - 0 ap            | 4 - 3       |
| FK CSKA Sofia         | 2 - 3 | Liverpool FC      | 1 - 3             | 1 - 0               |             |
| Sporting Portugal     | 2 - 4 | Udinese Calcio    | 0 - 1             | 2 - 3               |             |
| Malmö FF              | 0 - 4 | FC Thoune         | 0 - 1             | 0 - 3               |             |
| Chakhtior Donetsk     | 1 - 3 | Inter Milan       | 0 - 2             | 1 - 1               |             |
| FC Bâle               | 2 - 4 | Werder Brême      | 2 - 1             | 0 - 3               |             |
| Brøndby IF            | 3 - 5 | Ajax Amsterdam    | 2 - 2             | 1 - 3               |             |
| RSC Anderlecht        | 4 - 1 | Slavia Prague     | 2 - 1             | 2 - 0               |             |

## Phase de groupes
Les 16 vainqueurs du tour précédent, les champions des 10 fédérations classées entre le 1er et le 10e rang du classement UEFA ainsi que les vice-champions des 6 fédérations classées entre le 1er et le 6e rang sont répartis en huit groupes de quatre équipes. Chaque équipe joue deux fois contre les trois autres équipes du groupe. Les deux premiers de chaque groupe sont qualifiés pour les huitièmes de finale alors que les troisièmes jouent le troisième tour de la Coupe UEFA.
Légende : 
T : Tenant du titre

C : Champion national
- Qualifié pour les huitièmes de finale
- Repêché en seizièmes de finale de la Coupe UEFA

| Pot 1             | Pot 1   | Pot 2              | Pot 2  | Pot 3            | Pot 3  | Pot 4               | Pot 4  |
| ----------------- | ------- | ------------------ | ------ | ---------------- | ------ | ------------------- | ------ |
| Liverpool FC T    | 115.864 | FC Porto           | 93.739 | Club Brugge      | 50.476 | SL Benfica C        | 36.739 |
| Real Madrid       | 131.326 | Juventus FC        | 93.191 | RSC Anderlecht C | 47.476 | Rosenborg BK        | 36.665 |
| AC Milan          | 121.191 | PSV Eindhoven      | 84.145 | Olympiakos       | 46.715 | Real Betis          | 34.326 |
| FC Barcelone      | 117.326 | Olympique Lyonnais | 81.324 | FC Schalke 04    | 44.166 | Udinese             | 30.191 |
| Manchester United | 110.864 | Panathinaikos      | 70.715 | Sparta Prague    | 43.223 | Fenerbahçe SK       | 23.872 |
| Inter Milan       | 101.191 | Chelsea FC         | 68.864 | Lille OSC        | 41.324 | Rapid Vienne        | 15.208 |
| Bayern Munich     | 97.166  | Villarreal CF      | 58.326 | Rangers FC       | 40.476 | FC Thoune           | 6.887  |
| Arsenal FC        | 93.864  | Ajax Amsterdam     | 52.145 | Werder Brême     | 40.166 | Artmedia Bratislava | 4.850  |

En cas d'égalité dans un groupe au terme des six matchs, les critères suivants sont utilisés pour départager les équipes :
1. Confrontations directes
2. Buts marqués dans les confrontations directes
3. Buts marqués à l'extérieur dans les confrontations directes
4. Différence de buts totale
5. Buts marqués dans tous les matchs
6. Coefficient UEFA

### Groupe A
| Rang | Équipe         | Pts | J | G | N | P | Bp | Bc | Diff |  | Résultats (▼ dom., ► ext.) |     |     |     |     |
| ---- | -------------- | --- | - | - | - | - | -- | -- | ---- |  | -------------------------- | --- | --- | --- | --- |
| 1    | Juventus Turin | 15  | 6 | 5 | 0 | 1 | 12 | 5  | +7   |  | Juventus Turin             |     | 2-1 | 1-0 | 3-0 |
| 2    | Bayern Munich  | 13  | 6 | 4 | 1 | 1 | 10 | 4  | +6   |  | Bayern Munich              | 2-1 |     | 1-0 | 4-0 |
| 3    | Club Bruges    | 7   | 6 | 2 | 1 | 3 | 6  | 7  | -1   |  | Club Bruges                | 1-2 | 1-1 |     | 3-2 |
| 4    | Rapid Vienne   | 0   | 6 | 0 | 0 | 6 | 3  | 15 | -12  |  | Rapid Vienne               | 1-3 | 0-1 | 0-1 |     |

### Groupe B
| Rang | Équipe         | Pts | J | G | N | P | Bp | Bc | Diff |  | Résultats (▼ dom., ► ext.) |     |     |     |     |
| ---- | -------------- | --- | - | - | - | - | -- | -- | ---- |  | -------------------------- | --- | --- | --- | --- |
| 1    | Arsenal        | 16  | 6 | 5 | 1 | 0 | 10 | 2  | +8   |  | Arsenal                    |     | 0-0 | 2-1 | 3-0 |
| 2    | Ajax Amsterdam | 11  | 6 | 3 | 2 | 1 | 10 | 6  | +4   |  | Ajax Amsterdam             | 1-2 |     | 2-0 | 2-1 |
| 3    | FC Thoune      | 4   | 6 | 1 | 1 | 4 | 4  | 9  | -5   |  | FC Thoune                  | 0-1 | 2-4 |     | 1-0 |
| 4    | Sparta Prague  | 2   | 6 | 0 | 2 | 4 | 2  | 9  | -7   |  | Sparta Prague              | 0-2 | 1-1 | 0-0 |     |

- Thoune joue ses matchs à domicile dans le stade de Suisse, le Stade du Lachen n'étant pas conforme aux prescriptions de l'UEFA pour les matchs de Ligue des champions.

### Groupe C
| Rang | Équipe        | Pts | J | G | N | P | Bp | Bc | Diff |  | Résultats (▼ dom., ► ext.) |     |     |     |     |
| ---- | ------------- | --- | - | - | - | - | -- | -- | ---- |  | -------------------------- | --- | --- | --- | --- |
| 1    | FC Barcelone  | 16  | 6 | 5 | 1 | 0 | 16 | 2  | +14  |  | FC Barcelone               |     | 3-1 | 4-1 | 5-0 |
| 2    | Werder Brême  | 7   | 6 | 2 | 1 | 3 | 12 | 12 | 0    |  | Werder Brême               | 0-2 |     | 4-3 | 5-1 |
| 3    | Udinese       | 7   | 6 | 2 | 1 | 3 | 10 | 12 | -2   |  | Udinese                    | 0-2 | 1-1 |     | 3-0 |
| 4    | Panathinaïkos | 4   | 6 | 1 | 1 | 4 | 4  | 16 | -12  |  | Panathinaïkos              | 0-0 | 2-1 | 1-2 |     |

### Groupe D
| Rang | Équipe         | Pts | J | G | N | P | Bp | Bc | Diff |  | Résultats (▼ dom., ► ext.) |     |     |     |     |
| ---- | -------------- | --- | - | - | - | - | -- | -- | ---- |  | -------------------------- | --- | --- | --- | --- |
| 1    | Villarreal     | 10  | 6 | 2 | 4 | 0 | 3  | 1  | +2   |  | Villarreal                 |     | 1-1 | 1-0 | 0-0 |
| 2    | Benfica        | 8   | 6 | 2 | 2 | 2 | 5  | 5  | 0    |  | Benfica                    | 0-1 |     | 1-0 | 2-1 |
| 3    | Lille OSC      | 6   | 6 | 1 | 3 | 2 | 1  | 2  | -1   |  | Lille OSC                  | 0-0 | 0-0 |     | 1-0 |
| 4    | Manchester Utd | 6   | 6 | 1 | 3 | 2 | 3  | 4  | -1   |  | Manchester Utd             | 0-0 | 2-1 | 0-0 |     |

- Le stade de Lille, le Stadium Nord n'étant pas conforme aux prescriptions de l'UEFA et le stade le plus proche conforme sur le sol français, le stade Félix-Bollaert étant utilisé par le RC Lens en Coupe UEFA, Lille doit donc jouer ses matchs à domicile au Stade de France.

### Groupe E
| Rang | Équipe        | Pts | J | G | N | P | Bp | Bc | Diff |  | Résultats (▼ dom., ► ext.) |     |     |     |     |
| ---- | ------------- | --- | - | - | - | - | -- | -- | ---- |  | -------------------------- | --- | --- | --- | --- |
| 1    | Milan AC      | 11  | 6 | 3 | 2 | 1 | 12 | 6  | +6   |  | Milan AC                   |     | 0-0 | 3-2 | 3-1 |
| 2    | PSV Eindhoven | 10  | 6 | 3 | 1 | 2 | 4  | 6  | -2   |  | PSV Eindhoven              | 1-0 |     | 1-0 | 2-0 |
| 3    | Schalke 04    | 8   | 6 | 2 | 2 | 2 | 12 | 9  | +3   |  | Schalke 04                 | 2-2 | 3-0 |     | 2-0 |
| 4    | Fenerbahçe    | 4   | 6 | 1 | 1 | 4 | 7  | 14 | -7   |  | Fenerbahçe                 | 0-4 | 3-0 | 3-3 |     |

### Groupe F
| Rang | Équipe             | Pts | J | G | N | P | Bp | Bc | Diff |  | Résultats (▼ dom., ► ext.) |     |     |     |     |
| ---- | ------------------ | --- | - | - | - | - | -- | -- | ---- |  | -------------------------- | --- | --- | --- | --- |
| 1    | Olympique lyonnais | 16  | 6 | 5 | 1 | 0 | 13 | 4  | +9   |  | Olympique lyonnais         |     | 3-0 | 2-1 | 2-1 |
| 2    | Real Madrid        | 10  | 6 | 3 | 1 | 2 | 10 | 8  | +2   |  | Real Madrid                | 1-1 |     | 4-1 | 2-1 |
| 3    | Rosenborg BK       | 4   | 6 | 1 | 1 | 4 | 6  | 11 | -5   |  | Rosenborg BK               | 0-1 | 0-2 |     | 1-1 |
| 4    | Olympiakos         | 4   | 6 | 1 | 1 | 4 | 7  | 13 | -6   |  | Olympiakos                 | 1-4 | 2-1 | 1-3 |     |

### Groupe G
| Rang | Équipe         | Pts | J | G | N | P | Bp | Bc | Diff |  | Résultats (▼ dom., ► ext.) | LFC | CHE |     |     |
| ---- | -------------- | --- | - | - | - | - | -- | -- | ---- |  | -------------------------- | --- | --- | --- | --- |
| 1    | Liverpool      | 12  | 6 | 3 | 3 | 0 | 6  | 1  | +5   |  | Liverpool                  |     | 0-0 | 0-0 | 3-0 |
| 2    | Chelsea        | 11  | 6 | 3 | 2 | 1 | 7  | 1  | +6   |  | Chelsea                    | 0-0 |     | 4-0 | 1-0 |
| 3    | Betis Séville  | 7   | 6 | 2 | 1 | 3 | 3  | 7  | -4   |  | Betis Séville              | 1-2 | 1-0 |     | 0-1 |
| 4    | RSC Anderlecht | 3   | 6 | 1 | 0 | 5 | 1  | 8  | -7   |  | RSC Anderlecht             | 0-1 | 0-2 | 0-1 |     |

Le cas présent de deux équipes d'un même pays dans le même groupe de Ligue des Champions est exceptionnel. En effet, selon les règles du tirage au sort de l'UEFA, deux équipes d'une même fédération ne peuvent pas se retrouver dans le même groupe. Cependant Liverpool, non qualifié par le biais de son championnat national, est repêché en tant que tenant du titre et se trouve considéré lors des tirages au sort comme ne faisant partie d'aucune fédération. À la suite de cette édition, l'UEFA modifie le règlement de la compétition pour que la qualification du champion en titre soit automatique, et la règle du tirage au sort pour que le cas ne se reproduise plus.

### Groupe H
| Rang | Équipe              | Pts | J | G | N | P | Bp | Bc | Diff |  | Résultats (▼ dom., ► ext.) |     |     |     |     |
| ---- | ------------------- | --- | - | - | - | - | -- | -- | ---- |  | -------------------------- | --- | --- | --- | --- |
| 1    | Inter Milan         | 13  | 6 | 4 | 1 | 1 | 9  | 4  | +5   |  | Inter Milan                |     | 1-0 | 4-0 | 2-1 |
| 2    | Glasgow Rangers     | 7   | 6 | 1 | 4 | 1 | 7  | 7  | 0    |  | Glasgow Rangers            | 1-1 |     | 0-0 | 3-2 |
| 3    | Artmedia Bratislava | 6   | 6 | 1 | 3 | 2 | 5  | 9  | -4   |  | Artmedia Bratislava        | 0-1 | 2-2 |     | 0-0 |
| 4    | FC Porto            | 5   | 6 | 1 | 2 | 3 | 8  | 9  | -1   |  | FC Porto                   | 2-0 | 1-1 | 2-3 |     |

- L'Artmedia Bratislava joue ses matchs à domicile dans le stade du Slovan Bratislava, le Petržalka n'étant pas conforme aux prescriptions de l'UEFA pour les matchs de Ligue des champions.
- L'Inter Milan joue ses trois matchs à domicile à huis clos à la suite du mauvais comportement de ses supporteurs lors du derby milanais en quarts de finale de la Ligue des champions 2004-2005.

## Tableau final
Le tableau suivant respecte l'ordre du tirage au sort effectué par l'UEFA.
|  | Huitièmes de finale | Huitièmes de finale | Huitièmes de finale | Huitièmes de finale |                    |                    | Quarts de finale | Quarts de finale | Quarts de finale | Quarts de finale |  |  | Demi-finales | Demi-finales | Demi-finales | Demi-finales |  |  | Finale                                    | Finale | Finale | Finale |
|  |                     |                     |                     |                     |                    |                    |                  |                  |                  |                  |  |  |              |              |              |              |  |  |                                           |        |        |        |
|  |                     |                     |                     |                     |                    |                    |                  |                  |                  |                  |  |  |              |              |              |              |  |  | 17 mai 2006, Stade de France, Saint-Denis |        |        |        |
|  | PSV Eindhoven       | PSV Eindhoven       | 0                   | 0                   |                    |                    |                  |                  |                  |                  |  |  |              |              |              |              |  |  |                                           |        |        |        |
|  | PSV Eindhoven       | PSV Eindhoven       | 0                   | 0                   |                    |                    |                  |                  |                  |                  |  |  |              |              |              |              |  |  |                                           |        |        |        |
|  | Olympique Lyonnais  | Olympique Lyonnais  | 1                   | 4                   |                    |                    |                  |                  |                  |                  |  |  |              |              |              |              |  |  |                                           |        |        |        |
|  | Olympique Lyonnais  | Olympique Lyonnais  | 1                   | 4                   | Olympique Lyonnais | Olympique Lyonnais | 0                | 1                |                  |                  |  |  |              |              |              |              |  |  |                                           |        |        |        |
|  |                     |                     |                     |                     | Olympique Lyonnais | Olympique Lyonnais | 0                | 1                |                  |                  |  |  |              |              |              |              |  |  |                                           |        |        |        |
|  |                     |                     | AC Milan            | AC Milan            | 0                  | 3                  |                  |                  |                  |                  |  |  |              |              |              |              |  |  |                                           |        |        |        |
|  | Bayern Munich       | Bayern Munich       | AC Milan            | AC Milan            | 0                  | 3                  | 1                | 1                |                  |                  |  |  |              |              |              |              |  |  |                                           |        |        |        |
|  | Bayern Munich       | Bayern Munich       |                     |                     |                    |                    |                  | 1                |                  |                  |  |  |              |              |              |              |  |  |                                           |        |        |        |
|  | AC Milan            | AC Milan            | 1                   | 4                   |                    |                    |                  |                  |                  |                  |  |  |              |              |              |              |  |  |                                           |        |        |        |
|  | AC Milan            | AC Milan            | 1                   | 4                   | AC Milan           | AC Milan           | 0                | 0                |                  |                  |  |  |              |              |              |              |  |  |                                           |        |        |        |
|  |                     |                     |                     |                     | AC Milan           | AC Milan           | 0                | 0                |                  |                  |  |  |              |              |              |              |  |  |                                           |        |        |        |
|  |                     |                     | FC Barcelone        | FC Barcelone        | 1                  | 0                  |                  |                  |                  |                  |  |  |              |              |              |              |  |  |                                           |        |        |        |
|  | Benfica Lisbonne    | Benfica Lisbonne    | FC Barcelone        | FC Barcelone        | 1                  | 0                  | 1                | 2                |                  |                  |  |  |              |              |              |              |  |  |                                           |        |        |        |
|  | Benfica Lisbonne    | Benfica Lisbonne    |                     |                     |                    |                    |                  | 2                |                  |                  |  |  |              |              |              |              |  |  |                                           |        |        |        |
|  | Liverpool           | Liverpool           | 0                   | 0                   |                    |                    |                  |                  |                  |                  |  |  |              |              |              |              |  |  |                                           |        |        |        |
|  | Liverpool           | Liverpool           | 0                   | 0                   | Benfica Lisbonne   | Benfica Lisbonne   | 0                | 0                |                  |                  |  |  |              |              |              |              |  |  |                                           |        |        |        |
|  |                     |                     |                     |                     | Benfica Lisbonne   | Benfica Lisbonne   | 0                | 0                |                  |                  |  |  |              |              |              |              |  |  |                                           |        |        |        |
|  |                     |                     | FC Barcelone        | FC Barcelone        | 0                  | 2                  |                  |                  |                  |                  |  |  |              |              |              |              |  |  |                                           |        |        |        |
|  | Chelsea             | Chelsea             | FC Barcelone        | FC Barcelone        | 0                  | 2                  | 1                | 1                |                  |                  |  |  |              |              |              |              |  |  |                                           |        |        |        |
|  | Chelsea             | Chelsea             |                     |                     |                    |                    |                  | 1                |                  |                  |  |  |              |              |              |              |  |  |                                           |        |        |        |
|  | FC Barcelone        | FC Barcelone        | 2                   | 1                   |                    |                    |                  |                  |                  |                  |  |  |              |              |              |              |  |  |                                           |        |        |        |
|  | FC Barcelone        | FC Barcelone        | 2                   | 1                   | FC Barcelone       | FC Barcelone       | 2                | 2                |                  |                  |  |  |              |              |              |              |  |  |                                           |        |        |        |
|  |                     |                     |                     |                     | FC Barcelone       | FC Barcelone       | 2                | 2                |                  |                  |  |  |              |              |              |              |  |  |                                           |        |        |        |
|  |                     |                     | Arsenal             | Arsenal             | 1                  | 1                  |                  |                  |                  |                  |  |  |              |              |              |              |  |  |                                           |        |        |        |
|  | Real Madrid         | Real Madrid         | Arsenal             | Arsenal             | 1                  | 1                  | 0                | 0                |                  |                  |  |  |              |              |              |              |  |  |                                           |        |        |        |
|  | Real Madrid         | Real Madrid         |                     |                     |                    |                    |                  | 0                |                  |                  |  |  |              |              |              |              |  |  |                                           |        |        |        |
|  | Arsenal             | Arsenal             | 1                   | 0                   |                    |                    |                  |                  |                  |                  |  |  |              |              |              |              |  |  |                                           |        |        |        |
|  | Arsenal             | Arsenal             | 1                   | 0                   | Arsenal            | Arsenal            | 2                | 0                |                  |                  |  |  |              |              |              |              |  |  |                                           |        |        |        |
|  |                     |                     |                     |                     | Arsenal            | Arsenal            | 2                | 0                |                  |                  |  |  |              |              |              |              |  |  |                                           |        |        |        |
|  |                     |                     | Juventus            | Juventus            | 0                  | 0                  |                  |                  |                  |                  |  |  |              |              |              |              |  |  |                                           |        |        |        |
|  | Werder Brême        | Werder Brême        | Juventus            | Juventus            | 0                  | 0                  | 3                | 1                |                  |                  |  |  |              |              |              |              |  |  |                                           |        |        |        |
|  | Werder Brême        | Werder Brême        |                     |                     |                    |                    |                  | 1                |                  |                  |  |  |              |              |              |              |  |  |                                           |        |        |        |
|  | Juventus            | Juventus            | 2                   | 2                   |                    |                    |                  |                  |                  |                  |  |  |              |              |              |              |  |  |                                           |        |        |        |
|  | Juventus            | Juventus            | 2                   | 2                   | Arsenal            | Arsenal            | 1                | 0                |                  |                  |  |  |              |              |              |              |  |  |                                           |        |        |        |
|  |                     |                     |                     |                     | Arsenal            | Arsenal            | 1                | 0                |                  |                  |  |  |              |              |              |              |  |  |                                           |        |        |        |
|  |                     |                     | Villarreal CF       | Villarreal CF       | 0                  | 0                  |                  |                  |                  |                  |  |  |              |              |              |              |  |  |                                           |        |        |        |
|  | Ajax Amsterdam      | Ajax Amsterdam      | Villarreal CF       | Villarreal CF       | 0                  | 0                  | 2                | 0                |                  |                  |  |  |              |              |              |              |  |  |                                           |        |        |        |
|  | Ajax Amsterdam      | Ajax Amsterdam      |                     |                     |                    |                    |                  | 0                |                  |                  |  |  |              |              |              |              |  |  |                                           |        |        |        |
|  | Inter Milan         | Inter Milan         | 2                   | 1                   |                    |                    |                  |                  |                  |                  |  |  |              |              |              |              |  |  |                                           |        |        |        |
|  | Inter Milan         | Inter Milan         | 2                   | 1                   | Inter Milan        | Inter Milan        | 2                | 0                |                  |                  |  |  |              |              |              |              |  |  |                                           |        |        |        |
|  |                     |                     |                     |                     | Inter Milan        | Inter Milan        | 2                | 0                |                  |                  |  |  |              |              |              |              |  |  |                                           |        |        |        |
|  |                     |                     | Villarreal CF       | Villarreal CF       | 1E                 | 1                  |                  |                  |                  |                  |  |  |              |              |              |              |  |  |                                           |        |        |        |
|  | Glasgows Rangers    | Glasgows Rangers    | Villarreal CF       | Villarreal CF       | 1E                 | 1                  | 2                | 1                |                  |                  |  |  |              |              |              |              |  |  |                                           |        |        |        |
|  | Glasgows Rangers    | Glasgows Rangers    |                     |                     |                    |                    |                  | 1                |                  |                  |  |  |              |              |              |              |  |  |                                           |        |        |        |
|  | Villarreal CF       | Villarreal CF       | 2E                  | 1                   |                    |                    |                  |                  |                  |                  |  |  |              |              |              |              |  |  |                                           |        |        |        |
|  | Villarreal CF       | Villarreal CF       | 2E                  | 1                   |                    |                    |                  |                  |                  |                  |  |  |              |              |              |              |  |  |                                           |        |        |        |
|  |                     |                     |                     |                     |                    |                    |                  |                  |                  |                  |  |  |              |              |              |              |  |  |                                           |        |        |        |

## Huitièmes de finale
| Club             | Aller | Total  | Retour | Club               |
| ---------------- | ----- | ------ | ------ | ------------------ |
| PSV Eindhoven    | 0 - 1 | 0 - 5  | 0 - 4  | Olympique lyonnais |
| Real Madrid      | 0 - 1 | 0 - 1  | 0 - 0  | Arsenal            |
| Benfica Lisbonne | 1 - 0 | 3 - 0  | 2 - 0  | Liverpool          |
| Bayern Munich    | 1 - 1 | 2 - 5  | 1 - 4  | Milan AC           |
| Chelsea          | 1 - 2 | 2 - 3  | 1 - 1  | FC Barcelone       |
| Glasgow Rangers  | 2 - 2 | 3 - 3E | 1 - 1  | Villarreal CF      |
| Werder Brême     | 3 - 2 | 4 - 4E | 1 - 2  | Juventus Turin     |
| Ajax Amsterdam   | 2 - 2 | 2 - 3  | 0 - 1  | Inter Milan        |

## Quarts de finale
| Club               | Aller | Total  | Retour | Club           |
| ------------------ | ----- | ------ | ------ | -------------- |
| Arsenal            | 2 - 0 | 2 - 0  | 0 - 0  | Juventus Turin |
| Benfica Lisbonne   | 0 - 0 | 0 - 2  | 0 - 2  | FC Barcelone   |
| Olympique lyonnais | 0 - 0 | 1 - 3  | 1 - 3  | Milan AC       |
| Inter Milan        | 2 - 1 | 2 - 2E | 0 - 1  | Villarreal     |

## Demi-finales
| Club     | Aller | Total | Retour | Club         |
| -------- | ----- | ----- | ------ | ------------ |
| Milan AC | 0 - 1 | 0 - 1 | 0 - 0  | FC Barcelone |
| Arsenal  | 1 - 0 | 1 - 0 | 0 - 0  | Villarreal   |

## Finale
Le trophée de cette édition 2006 n'est pas un trophée habituel puisque pour fêter les 50 ans de l'épreuve, les noms des lauréats depuis sa création sont gravés sur la coupe.
| Équipes      | FC Barcelone - Arsenal |
| Score        | 2 - 1 |
| Date         | 17 mai 2006 |
| Stade        | Stade de France, Saint-Denis |
| Arbitre      | Terje Hauge ( Norvège) |
| Buts         | 37e Sol Campbell (0-1), 76e Samuel Eto'o (1-1), 81e Juliano Belletti (2-1) |
| FC Barcelone | Víctor Valdés - Giovanni van Bronckhorst, Rafael Márquez, Carles Puyol (c.), Oleguer Presas (Juliano Belletti 72e) - Edmílson (Andrés Iniesta 46e), Deco, Mark van Bommel (Henrik Larsson 61e) - Ludovic Giuly, Ronaldinho, Samuel Eto'o Entraîneur : Frank Rijkaard                              |
| Arsenal      | Jens Lehmann (expulsé à la 18e) - Sol Campbell, Ashley Cole, Kolo Touré, Emmanuel Eboué - Robert Pirès (Manuel Almunia 18e), Fredrik Ljungberg, Gilberto Silva, Francesc Fàbregas (Mathieu Flamini 74e), Aliaksandr Hleb (José Antonio Reyes 85e) - Thierry Henry (c.) Entraîneur : Arsène Wenger |